# Stephanopis ahenea
Stephanopis ahenea är en spindelart som beskrevs av Soares 1946. Stephanopis ahenea ingår i släktet Stephanopis och familjen krabbspindlar. Inga underarter finns listade i Catalogue of Life.